# Умственное созерцание
Умственное созерцание или умственное воззрение (нем. intellectuelle Anschauung) — предполагаемая некоторыми мыслителями способность познавать сверхчувственное не только дискурсивно, в понятиях, но интуитивно, через непосредственное его восприятие.
В основании учения об умственном созерцании лежит стремление к такому знанию, которое, превышая область чувственности, вместе с тем обладало бы наглядной умозрительностью чувственного восприятия. Задача найти такое знание, очевидно, неосуществима. В частности, невозможность признавать «я» за предмет умозрительного знания убедительно доказана еще Кантом, в строгом согласии с началами которого Гегель нанёс решительный удар теории «умственного созерцания».

## Подробнее
Полную определённость понятие умственного созерцания смогло получить лишь в философии новейшего, послекантовского идеализма. Докантовская мистическая и догматическая философия, понимая сверхчувственное, как некоторое инородное познающему уму сущее в себе, если и допускала интуитивное познание этого сущего, то как нечто извне, хотя бы и от рождения вложенное в ум или данное ему — или, другими словами, как непонятную по существу способность, быв умом, выходить за пределы ума.
После Канта познающий ум сам был признан за искомое сверхчувственное; философии была поставлена задача найти в самом уме источник того содержания, которое обычному сознанию представляется как отличное от ума сущее. Отсюда необходимо возник вопрос, о том, каким органом располагаем мы для такого самопознания ума. Как познание необходимое и всеобщее, оно не может быть дано внутренним опытом. С другой стороны, чтобы быть познанием, оно должно иметь содержание, которому из отвлечённого понятия рассудка взяться неоткуда.
Такое сверхопытное и вместе содержательное познание ума о самом себе Фихте нашёл в умственном созерцании, или умственном воззрении, понимая под этим термином непосредственное сознание первоначальной деятельности «я» и отождествляя умственное созерцание с самосознанием. Ум, или «я», по Фихте есть вместе и действие, и непосредственное созерцание себя, как действующего, то есть бессознательное само по себе действие ума в акте самосознания становится предметом умственного созерцания.
Шеллинг первоначально примыкнул к взгляду Фихте, но затем в его учении об этом предмете произошёл ряд видоизменений. Шеллинг начинает с определения умственного созерцания, как способности вместе бессознательного произведения и сознательного созерцания духовного действия. При этом получается то затруднение, что сознательное созерцание возникает не одновременно с бессознательным действием, а после того, как действие совершилось, следовательно, мы созерцаем не самое действие, а его продукт, к действию же лишь заключаем; умственное созерцание оказывается не непосредственным знанием, а умозаключением.
Для устранения этого затруднения Шеллинг во втором периоде своего философствования прибегнул к помощи понятия воспоминание, полагая, что предметом созерцания служит не самый бессознательный акт ума, а его воспроизведение в сознании. Но употребление термина «воспоминание» в применении к тому, чего вовсе не было в сознании, произвольно, и в самом акте этого «воспоминания» не дано никакого ручательства в его истине. Поэтому Шеллинг опять изменил свой взгляд и определил — как это воспоминание, так и само умственное созерцание — как «экстаз», свернув, таким образом, определённо на мистическую тропу, причём и самый предмет экстатического видения перестал уже быть субъектом, или «я», а стал абсолютным тождеством субъекта и объекта.
Другой оттенок мистицизма у Шеллинга в том, что умственное созерцание, как осознание бессознательного, он признал достоянием не всех, а лишь особо одарённых душ.